# Grêmio Esportivo Glória
O Grêmio Esportivo Glória, mais conhecido como Glória de Vacaria ou simplesmente Glória, é um clube brasileiro de futebol, sediado na cidade de Vacaria, no nordeste do estado do Rio Grande do Sul, fundado em 15 de novembro de 1956. Já foi duas vezes campeão do Campeonato Gaúcho - Série A2 e campeão da Copa FGF.
Em 1988 conquistou o Campeonato Gaúcho de Futebol - Série A2 vencendo o Novo Hamburgo e conseguindo vaga para a série A do gaúcho de 1989.
Voltou a ganhar um título estadual só em 2015, quando conquistou a série A2 do campeonato gaúcho. Ficou em 12° lugar na série A de 2016 sendo rebaixado novamente para a série A2.
Em 2021 disputou a Copa FGF, onde ficou em 2° lugar em seu grupo com 21 pontos. Avançou para as quartas de final encarando o Brasil de Farroupilha, vencendo pelo placar agregado de 3 a 1. Nas semifinais eliminou o Passo Fundo vencendo pelo placar agregado de 2 a 1, e por fim o clube encarou o Novo Hamburgo na final da competição, arrancando uma vitória de 2 a 0 no primeiro jogo e empatando em 1 a 1 no segundo jogo. O clube se sagrou campeão pela primeira vez da competição, conseguindo vaga para a inédita Copa do Brasil de 2022, além da Recopa Gaúcha de 2022, onde jogou contra o campeão gaúcho de 2021, o Grêmio, competição essa a qual se sagrou vice-campeão após ser derrotado pelo time da capital, jogo a qual foi realizado no estádio Altos da Glória.

## Estádio
O estádio Altos da Glória foi inaugurado em 15 de novembro de 1973, com a realização de um torneio entre os sócios do clube. O maior público aconteceu em Glória 1x2 Grêmio, em 30 de abril de 1989, com 8 510 torcedores presentes (7 213 pagantes).

## Títulos
| Estaduais         | Estaduais                               | Estaduais  | Estaduais   |
| Competição        | Competição                              | Competição | Temporadas  |
| ----------------- | --------------------------------------- | ---------- | ----------- |
| Rio Grande do Sul | Copa FGF                                | 1          | 2021        |
| Rio Grande do Sul | Campeonato Gaúcho de Futebol - Série A2 | 2          | 1988 e 2015 |

### Campanhas de destaque
Torneios Estaduais
- Campeonato Gaúcho - 2ª Divisão: 2⁰ lugar em 2002.
- Copa Paulo de Souza Lobo (Copa Galego): 2⁰ lugar em 1997.
- Recopa Gaúcha: 2⁰ lugar em 2022.

## Desempenho
*2020: Competição cancelada na terceira rodada, devido à Pandemia de COVID-19
Legenda:
| Campeão da Série A2 e promovido ao Gauchão Rebaixado à Série A2 |

## Artilheiros
- Artilheiros do Campeonato Gaúcho

1. Sandro Sotilli - 2004 (27 gols)

- Artilheiros do campeonato gaúcho - 2ª divisão

1. Alê Menezes - 2014 (12 gols)